# Sessano del Molise
Sessano del Molise – miejscowość i gmina we Włoszech, w regionie Molise, w prowincji Isernia.
Według danych na rok 2004 gminę zamieszkiwało 920 osób, 38,3 os./km².